# 241 v. Chr.
Portal Geschichte | Portal Biografien | Aktuelle Ereignisse | Jahreskalender | Tagesartikel

◄ |
4. Jahrhundert v. Chr. |
3. Jahrhundert v. Chr. |
2. Jahrhundert v. Chr. |
►

◄ | 260er v. Chr. | 250er v. Chr. | 240er v. Chr. | 230er v. Chr. |
220er v. Chr. |
►

◄◄ | ◄ | 244 v. Chr. | 243 v. Chr. | 242 v. Chr. | 241 v. Chr. |
240 v. Chr. |
239 v. Chr. |
238 v. Chr. |
► |
►►
Staatsoberhäupter

## Ereignisse

### Politik und Weltgeschehen

#### Westliches Mittelmeer
- 10. März: Die Schlacht bei den Ägatischen Inseln vor der Westküste Siziliens bringt die Entscheidung im Ersten Punischen Krieg. Die karthagische Flotte wird von den Römern vernichtet.

- Der Erste Punische Krieg endet mit dem Sieg Roms über Karthago. Der Friedensvertrag (Lutatius-Vertrag) enthält die folgenden Bedingungen: Sicilia wird die erste von Rom eroberte Provinz (Syrakus bleibt weiterhin selbständig, aber mit Rom verbündet); Karthago muss seine römischen Kriegsgefangenen ohne Entschädigung herausgeben, zur Rückerlangung der karthagischen Soldaten von Rom dagegen eine hohe Summe zahlen; an Kriegsentschädigung muss Karthago insgesamt 3.200 Talente zahlen (1.000 sofort, 2.200 binnen 10 Jahren).
- Die erhebliche finanzielle Belastung Karthagos durch den Friedensvertrag führt zu einem dreijährigen Aufstand seiner Söldner, deren Sold der geschlagene Staat nicht mehr bezahlen kann.
- Das etruskische Falerii rebelliert gegen die römische Herrschaft, wird aber bald darauf wieder unterworfen.
- Gründung von Spoleto (Spoletium) durch die Römer

#### Östliches Mittelmeer

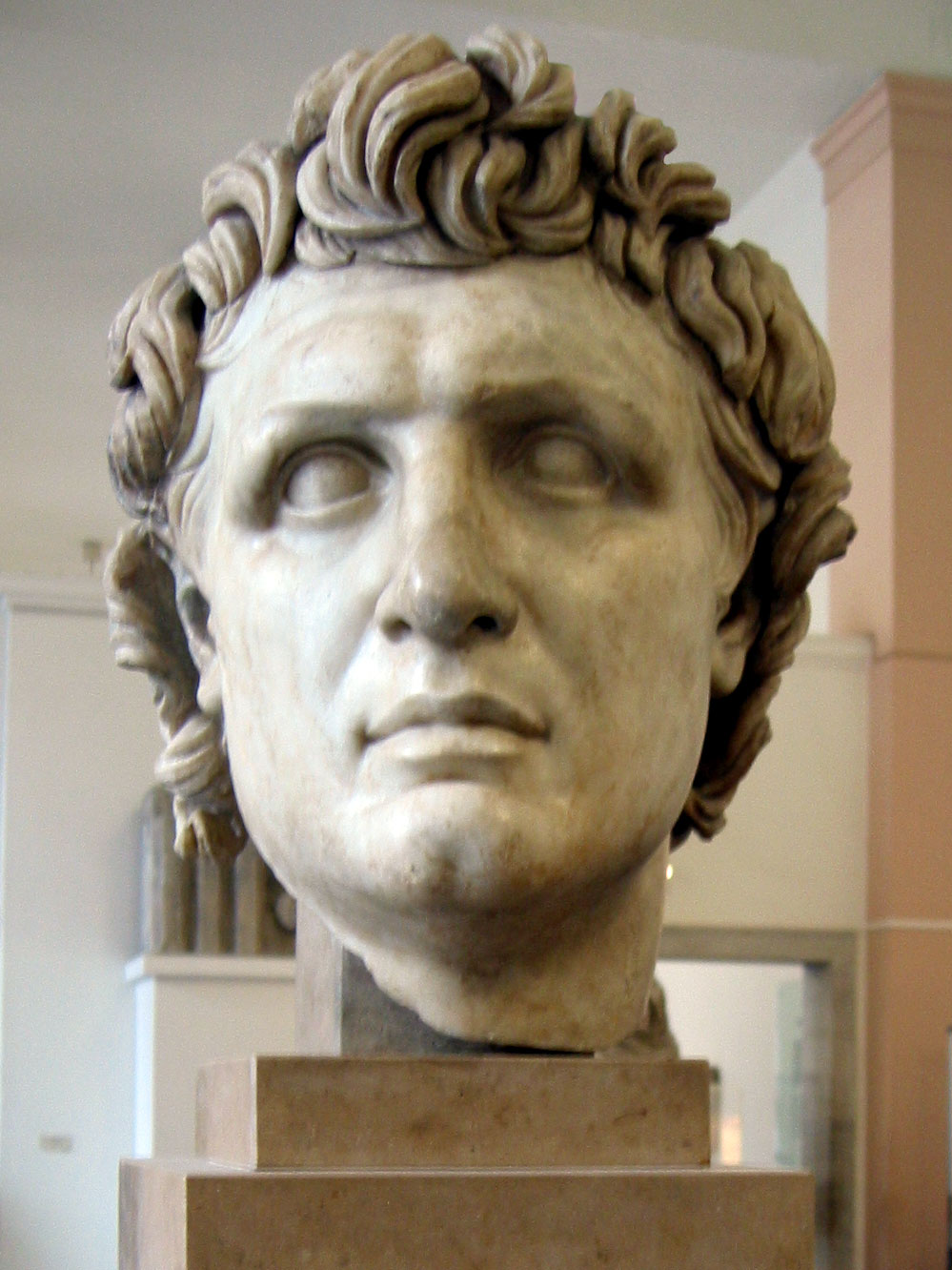
Büste Attalos’ I., (Pergamonmuseum, Berlin)

- Attalos I. wird Nachfolger seines Onkels Eumenes I. als Herrscher von Pergamon.
- Friedensschluss im Dritten Syrischen Krieg zwischen dem Seleukidenreich unter Seleukos II. und Ägypten unter Ptolemaios III.: Ägypten steigt endgültig zur Großmacht auf und erhält fast die gesamte kleinasiatische Küste zwischen Kilikien und Ephesos, außerdem die Küste Thrakiens und Seleukia, den Hafen Antiochias, sowie das Protektorat über die Kykladen. Das Seleukidenreich, das auch durch Angriffe der Parther im Osten geschwächt ist, gelangt an einen ersten Tiefpunkt seiner Geschichte.
- Der spartanische König Agis IV. wird von innenpolitischen Gegnern seiner radikalen Reformen ermordet. Nachfolger wird Eudamidas III.

### Religion und Kultur
- Zur Feier des Sieges über Karthago wird in Rom am Platz Largo di Torre Argentina der Tempel der Iuturna errichtet.

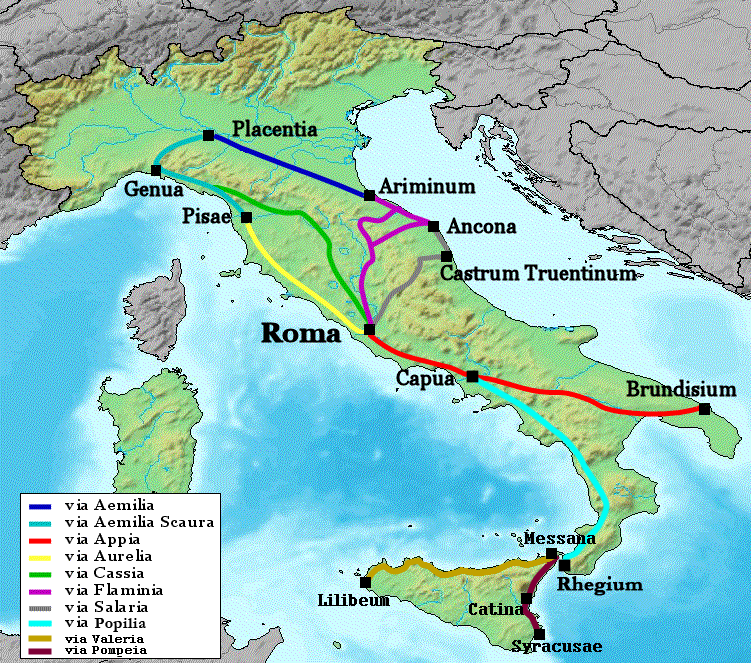
Römisches Straßennetz - Via Aurelia in gelb

- Bau der Via Aurelia (benannt nach dem Censor Aurelius Cotta) von Rom entlang der etruskischen Küste über Cosa nach Populonium.

### Katastrophen
- In Rom kommt es zu einem Großbrand, dem auch der Tempel der Vesta zum Opfer fällt.

## Gestorben
- Agis IV., König von Sparta
- Eumenes I., Herrscher von Pergamon

- um 241 v. Chr.: Arkesilaos, griechischer Philosoph (* um 316 v. Chr.)